# Untitled (How Could This Happen to Me?)
«Untitled» es el undécimo sencillo del álbum Still Not Getting Any... de la banda canadiense de rock Simple Plan. El título original y oficial de la canción es simplemente "Untitled", sin embargo muchas personas en el mundo de la música y los mismos fanes la llaman "How Could This Happen To Me" pues es la frase que más se repita a lo largo de la canción. Esta sobresale entre las otras canciones de la banda por sus notas de piano.

## Vídeo musical
El vídeo musical cuenta la historia de un accidente automovilístico en una noche lluviosa. Un hombre, bebiendo alcohol mientras conduce, choca de frente con un auto conducido por una adolescente, quién muere. El hombre sobrevive, relativamente no herido, y es capturado por la policía. El vídeo fue dirigido por Marc Klasfeld.

## Listado de canciones
1. "Untitled (How Could This Happen to Me?)" - 3:28
2. "Welcome to My Life" (En vivo) - 4:13
3. "Jump" (En vivo) - 3:48

## Posicionamientos
El video alcanzó posiciones favorables en Canadá y España logrando colocarse dentro de los números 3 y 2 respectivamente. En Latinoamérica ocupó el puesto #1 del conteo Los 10+ pedidos.
| Lista(2005/2006)          | Posición |
| ------------------------- | -------- |
| Australian Singles Chart  | 9        |
| Canadian Singles Chart    | 3        |
| Dutch Top 40              | 36       |
| Dutch Singles Chart       | 51       |
| New Zealand Singles Chart | 20       |
| Swedish Singles Chart     | 3        |
| Swiss Singles Chart       | 7        |
| U.S. Billboard Hot 100    | 49       |